# メダカ
メダカ（目高、鱂〈魚に将〉、麦魚、撮千魚）は、ダツ目メダカ科メダカ属に分類される淡水魚の総称。飼育が簡単であるため、金魚と同様に観賞魚として古くから日本人に親しまれており、ヒメダカなど観賞魚として品種改良されたメダカが広く流通し2019年4月の時点で552品種が確認されている。また、様々な目的の科学研究に用いられている。西欧世界には、江戸時代に来日したシーボルトにより、1823年に初めて報告された。
なお、卵生メダカ・卵胎生メダカと呼ばれるものはカダヤシ目（旧メダカ目）の熱帯魚であり、現在の分類ではメダカとは直接の関係がない。
地方名が非常に多く5000近く有ることでも知られる。

## 分類
メダカ属には、東アジアから東南アジアにかけて分布している20数種が含まれる。
| 名称             | 学名                | 英名               | 生息地域                                                                                         | 生息環境                                                   |
| ---------------- | ------------------- | ------------------ | ------------------------------------------------------------------------------------------------ | ---------------------------------------------------------- |
| キタノメダカ     | Oryzias sakaizumii  | Northern medaka    | 日本（本州の日本海側 東北・北陸地方、佐渡）                                                      | 淡水から汽水域                                             |
| ミナミメダカ     | Oryzias latipes     | Japanese rice fish | 日本（本州の太平洋側、中国地方、四国、九州、隠岐、対馬、南西諸島（大隅諸島、奄美群島、沖縄諸島） | 淡水から汽水域                                             |
| チュウゴクメダカ | Oryzias sinensis    |                    | 中国、台湾、朝鮮半島西部                                                                         | 淡水から汽水域                                             |
| カンコクメダカ   | Oryzias sp.         |                    | 朝鮮半島東・南部                                                                                 | 淡水から汽水域                                             |
| セレベスメダカ   | Oryzias celebensis  | Celebes medaka     | インドネシア、スラウェシ島                                                                       | 淡水                                                       |
| ハイナンメダカ   | Oryzias curvinotus  |                    | 中国、ベトナム                                                                                   | 河口やマングローブなどの汽水域                             |
| ジャワメダカ     | Oryzias javanicus   | Javanese medaka    | マレー半島、インドネシア                                                                         | 湖沼、小川や水路、河口、マングローブの汽水域まで           |
| タイメダカ       | Oryzias minutillus  | Dwarf medaka       | タイ王国                                                                                         | 澄んだ沼                                                   |
| ティモールメダカ | Oryzias timorensis  |                    | ティモール島                                                                                     | 淡水                                                       |
| ルソンメダカ     | Oryzias luzonensis  |                    | フィリピンのルソン島北部                                                                         | 淡水                                                       |
| マタノメダカ     | Oryzias matanensis  | Matano medaka      | インドネシアのスラウェシ島                                                                       | 淡水                                                       |
| マダラメダカ     | Oryzias marmoratus  | Marmorated medaka  | インドネシアのスラウェシ島                                                                       | 淡水                                                       |
| メコンメダカ     | Oryzias mekongensis |                    | タイ王国メコン川中流域                                                                           | 小川や浅い湖沼などの淡水                                   |
| インドメダカ     | Oryzias dancena     |                    | インド東部、マレー半島                                                                           | 河川の中流域から下流域、河口、マングローブなどの汽水域まで |

この他、イラン、トルクメニスタン、北アメリカ大陸などに移入されている。
日本産はOryzias latipes1種であると考えられていたが、岩手県から兵庫県、京都府までの太平洋側、中国地方、四国、九州、隠岐、対馬、南西諸島（大隅諸島、奄美群島、沖縄諸島）に分布し、北海道に移入分布する南日本集団、2011年12月に青森県（太平洋側）から兵庫県の日本海側、佐渡に生息する「北日本集団」がそれぞれ別種(Oryzias sakaizumii)として記載され、日本産は2種類ということになった。キタノメダカはクレードA、ミナミメダカはクレードB、関東地方の一部にはそのどちらにも当てはまらないクレードCと呼ばれる独自の集団がある。そして2013年にOryzias sakaizumiiをキタノメダカ、Oryzias latipesをミナミメダカと呼称することが提案された。両種を総称してニホンメダカと呼ぶことがある。

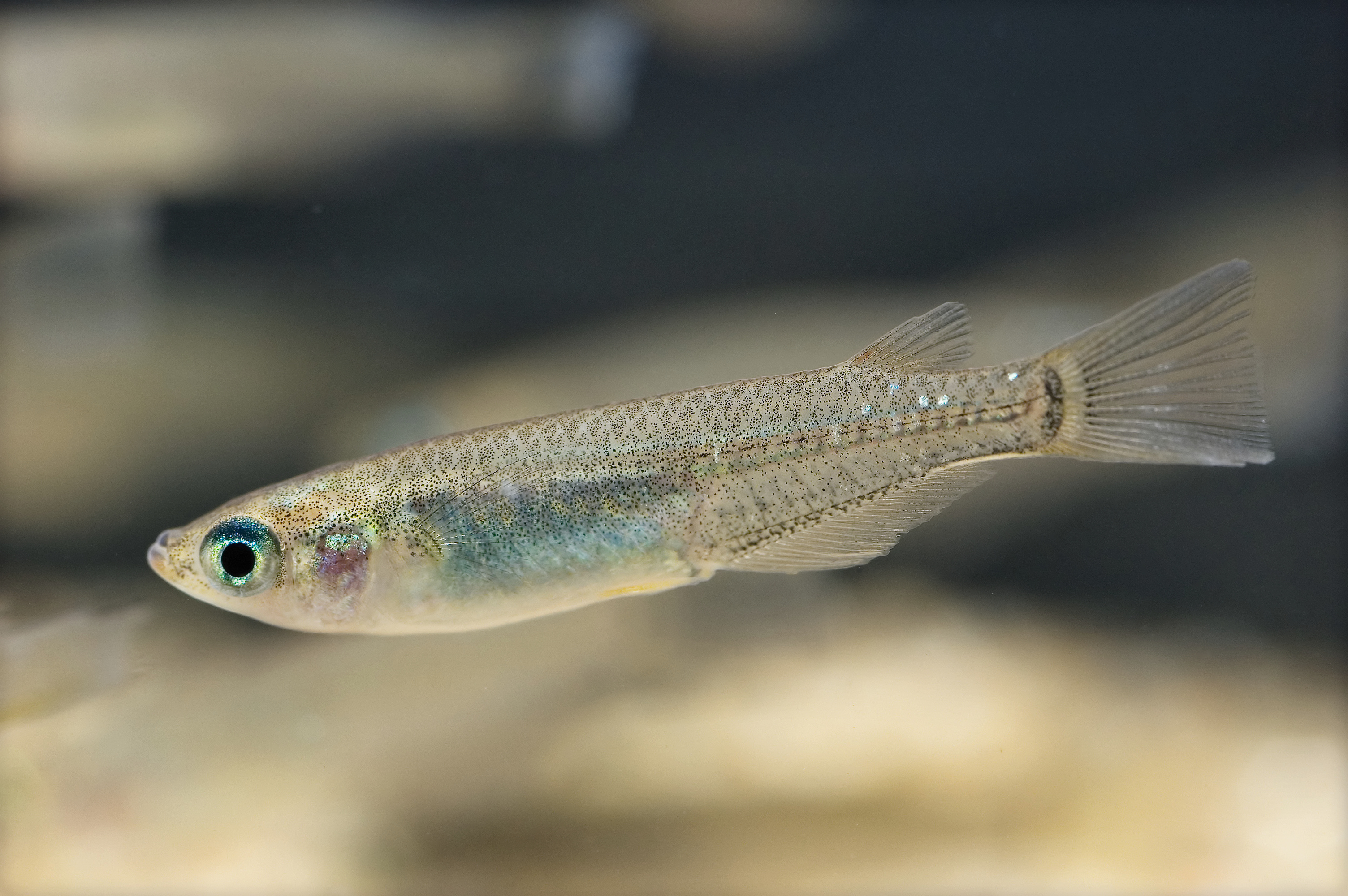
ミナミメダカ（メス） 静岡県浜松市産
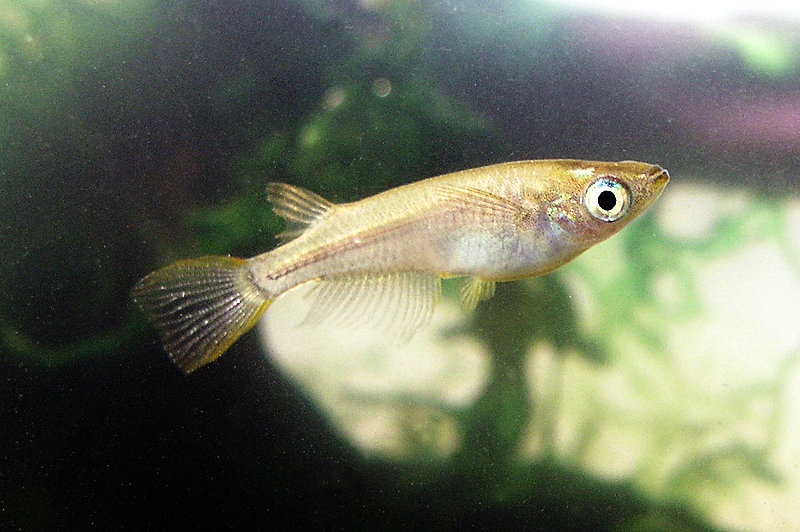
ミナミメダカ（オス）静岡県富士市産

## 形態
体長3.5cmほどの小型の魚。側線はない。背びれはかなり後ろにあり、腹びれの前端より後ろとなる。尻びれは前後に長く、メスはその後ろが細く三角形に近いが、オスは平行四辺形に近い形をしている。オスの背びれの膜には欠ける部分があるが、メスには無い。胸びれと腹びれはメスの方が大きいが、背びれと尻びれはオスのほうが大きい。
ミナミメダカに比べ、キタノメダカでは体側後半に黒色の網目模様があり、オスの背びれの欠けが浅く軟条の長さの半分以下とされている。

## 名称
目が大きく、頭部の上端から飛び出していることが、名前の由来になっている。（目高）
メダカは日本各地に広く分布し、身近にあって親しまれたが、旧来から全国での名前の統一はされてこなかった。これらは、各地で独立の方言名を発生させるには極めて有効な条件であり、メダカの方言名は世界中の魚類で最も数が多いとされる。
辛川十歩は4680の方言名を日本全国から調査収集した。短いものでは「メ」「ウキ」から始まり、長いものでは「オキンチョコバイ」「カンカンビイチャコ」などというものまで記録されている。
一方、理科教育や図鑑の流通によって、そのような方言名が生き延びる可能性も少なくなっている。
ミナミメダカの学名である Oryzias latipes は「稲の周りにいる足（ヒレ）の広い」という意味である。また、キタノメダカの種小名である「sakaizumii」は、メダカの研究に貢献した酒泉満への献名である。

## 生態

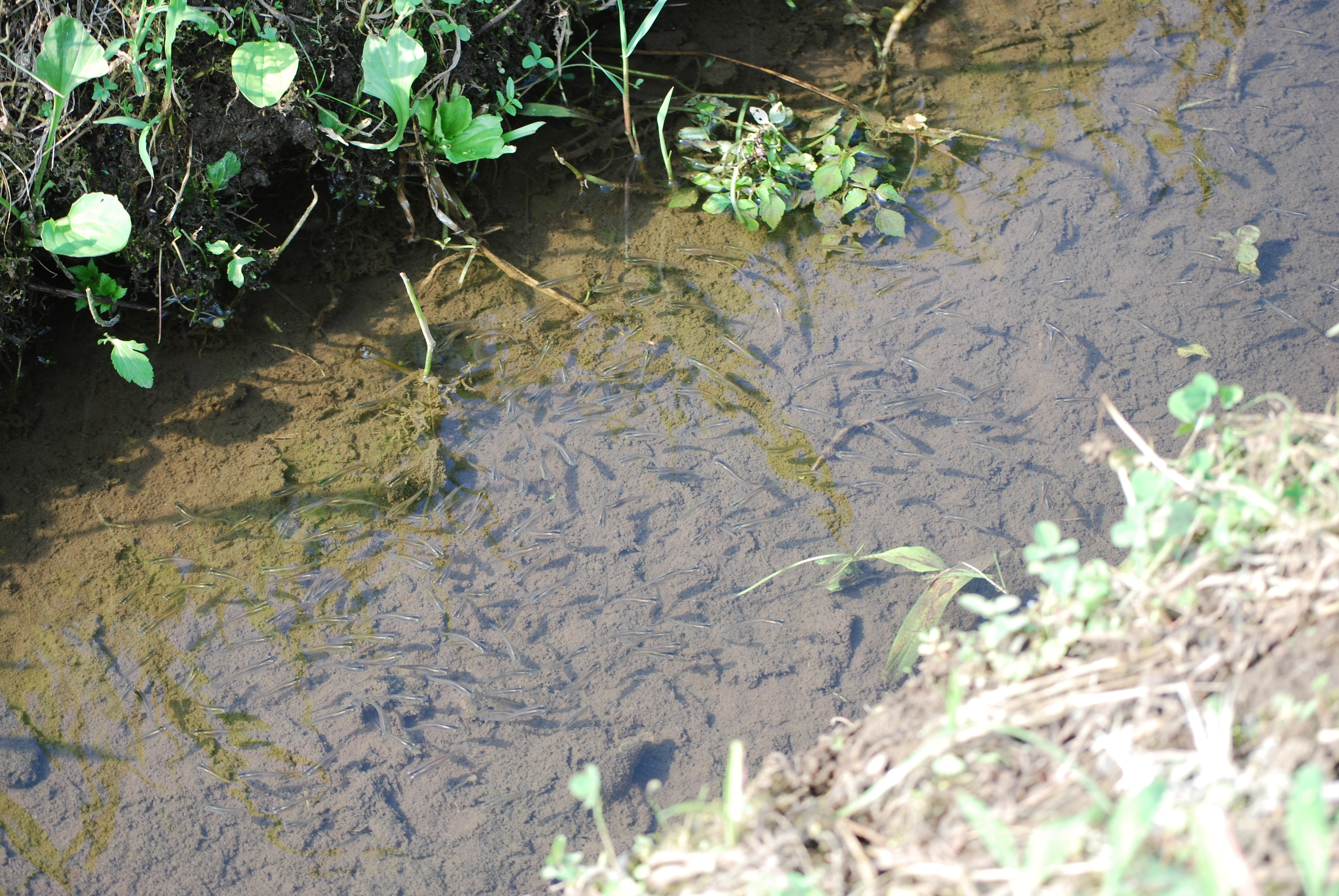
小川のメダカの群れ
（俗に“めだかの学校”という）

流れの穏やかな小川や水路、池などに生息し、雑食性でミジンコなどの動物プランクトンや藻や小型の水生昆虫、植物プランクトンを食べる。蚊の幼虫ボウフラを好んで食するため、ボウフラを退治する益魚としても知られている。
1回の産卵で、約10個の卵を産む。球形の卵の直径は1-1.5mmで、卵黄は淡黄色、卵膜は透明で厚く、表面に長さ0.5mmほどの細かい毛があり、長さ10-20mmの付着糸が数十本ある。通常、春から夏にかけて産卵し、孵化した仔魚は夏、秋の間をかけて成長し、次の年に産卵する。早い時期に孵化した個体の中には、その年の秋に産卵をするものもある。メダカの産卵時期と水田に水が張られる時期は一致しており、日本の稲作文化と共存してきた「水田の魚」とも称される。
また、腎機能が発達していることから耐塩性が非常に高く、慣れさせれば海水で生活することも可能である。この体質のおかげで、洪水で海に流されても河口付近の汽水域に留まり、流れが緩やかになってから遡上できる。
一般にメダカの寿命は1年と数か月ほどといわれているが、人工的な飼育下ではその限りではなく、長いものでは3-5年程度生きる。
メダカは仲間を見分ける時に顔の視覚情報を利用しており、哺乳類と同様に倒立顔効果が見られる。

## 絶滅危惧と保護活動

### 絶滅危惧となった経緯
かつて日本では、童謡『めだかの学校』にも歌われたように、小川にはごく普通にメダカの群れが見られた。しかし、1980年代あたりから野生のメダカが各地で減少し始め、姿を見ることが難しくなった。減少の主な原因は、農薬の使用や生活排水などによる環境の悪化、護岸工事や水路の整備などによる流れの緩やかな小川の減少、繁殖力の強い外来種（ブルーギルやカダヤシなど）による影響が挙げられている。また、メダカは水田のような一時的水域に侵入して繁殖する性質が強く、近年の農地改良に伴う用排分離により、用排水路から繁殖時に水田内に進入することが困難になっていることが特に致命的となっており、メダカの繁殖力を著しく削いでいる。
こうしたメダカを取り巻く環境の変化により、1999年2月に環境庁（当時）が発表したレッドリストにて絶滅危惧II類 (VU)（環境省レッドリスト）（絶滅の危険が増大している種）にメダカが記載され、メダカは2003年5月に環境省が発表したレッドデータブックに絶滅危惧種として指定された。身近な生き物だったメダカが絶滅危惧種となったことはマスメディアにも大きく取り上げられ、日本各地で保護活動が活発に行われるようになった。

### メダカの地理的変異と保護活動の問題
しかし、絶滅危惧種であるメダカを守ろうとする保護活動が、メダカの遺伝的多様性を減少させる遺伝子汚染という新たな問題を起こしている。
メダカの生息水域ごとの遺伝的な違いは詳しく研究されており、アロザイム分析により遺伝的に近いグループごとにまとめると、北日本集団と南日本集団に大別される。2007年8月のレッドリスト見直しの際は、メダカの絶滅危惧II類（VU）の指定が「メダカ北日本集団(Oryzias latipes subsp.)」と「メダカ南日本集団(Oryzias latipes latipes)」の2つに、2013年2月の第4次レッドリストでは、「メダカ北日本集団(Oryzias sakaizumii )」と「メダカ南日本集団(Oryzias latipes)」の2つに分けて記載された。北日本集団と南日本集団は遺伝的には別種といってよいほど分化がみられるが、飼育下での生殖的隔離は認められておらず、両者の分布境界にあたる丹後・但馬地方ではミトコンドリアDNAの遺伝子移入が確認されている。この大きな遺伝的分化は少なくとも数百万年前には発生していたといわれている。アロザイム分析によれば、南日本集団については生息している水域ごとに「東日本型」「東瀬戸内型」「西瀬戸内型」「山陰型」「北部九州型」「大隅型」「有明型」「薩摩型」「琉球型」の9種類の地域型に細分されるとの結果が出ている。さらに、ミトコンドリアDNAの解析からもこれらの水域ごとに遺伝的な違いが検出されている。
絶滅危惧に指摘されたことで、にわかに保護熱が高まった結果、こうした遺伝的な違いなどへの配慮をせずにメダカ池やビオトープ池を作り、誤って本来その地域に放流すべきでない他の地域産のメダカや、観賞魚として品種改良を施された飼育品種であるヒメダカを放流した例が多数ある。実際に、関東地方の荒川・利根川水系に生息する個体群のほとんどは、瀬戸内地方や九州北部に分布するはずのメダカであることが判明している。そのため、メダカが泳いでいる中に放流された体色が違うメダカが混じっていることもある。
現在は、地域ごとに遺伝的に大きな多様性を持った地域個体群の局所的な絶滅の進行が危惧されており、遺伝的多様性に配慮した保護活動が望まれている。メダカの保護には生息地の保全がまず重要とされ、安易な放流は慎むことが求められる。生態系全体を考慮したうえでやむを得ず放流が必要な場合は、日本魚類学会が示した『生物多様性の保全をめざした魚類の放流ガイドライン』などを参考にしつつ、専門家の意見を聞くべきである。
地域個体群として保護・繁殖に取り組んでいる例もある。神奈川県藤沢市の境川水系にいた「藤沢メダカ」はかつて絶滅したと思われていたが、1995年に民家の池で生き残っているのが見つかり、水槽や藤沢市役所分庁舎前の人工池で飼育されている。

## 利用

### モデル生物
メダカをめぐる生物学は、明治時代以来、会田龍雄、山本時男、江上信雄などをはじめとする、日本の生物学者達の研究によって発展してきた。
日本のメダカは生物学でモデル生物として用いられており、海外でも"medaka"という語が使われるほどである。モデル生物として優れている点を下に挙げる。
- 日本全国に分布しており、かつては入手が容易だった。
- 温度耐性（4-30℃）、耐塩性があるため、丈夫である。
- 飼育費用が安価で、周年繁殖が容易なため、遺伝学的研究に適する。
- 卵と胚の体が透明なため、発生の観察に適する。
- 日本では江戸時代から観賞魚として親しまれており、様々な突然変異体が潰えることなく存在している。
  - 近年の自然発生突然変異体の収集と保存は富田英夫の努力による。
- 近交系メダカが作られ、保存・提供されている。
  - 田口泰子による。
- 近縁種や自然集団が収集・保存・提供されている。
  - 岩松鷹司、成瀬清、酒泉満などによる。
- 平成14年度文部科学省「ゲノム解析等」によってゲノム解析がなされている。
  - 自然科学研究機構基礎生物学研究所と新潟大学が遺伝資源の保護のため、メダカの飼育を行っている。

また、体軸や器官形成などの発生研究の他、脊椎動物では2番目、哺乳類以外では初めてとなる性決定遺伝子 Dmy が発見されたことから、哺乳類以外の脊椎動物での性決定機構を研究する上で注目されている。
脊椎動物の発生のモデル生物として、魚類では国際的にはゼブラフィッシュが良く用いられているが、日本国内ではその歴史的背景からメダカを用いる研究者も多い。現在、ゼブラフィッシュではHaffterら（1996年）やDrieverら（1996年）によって大規模スクリーニングが成功しており、メダカでも小規模では石川裕二らや、大規模では近藤寿人、古谷・清木誠ら（2004年）によって多くの突然変異体が見つけ出されている。
他に、生態学の分野では縄張り制の研究に用いられた。

### 食用
新潟県の見附市や阿賀町などでは佃煮にして冬場のタンパク質源として保存食にする習慣がある。新潟県中越地方では「うるめ」と呼ばれている。新潟市にある福島潟周辺でも、メダカをとって佃煮にしていた。少量しかとれず、少し季節がずれると味が苦くなるので、春の一時期だけ自家で消費した。新潟県長岡市付近では、味噌汁の具にも使われていた。
近年では養殖も行われているが、これは野生のメダカではなく、養殖が容易なヒメダカである。観賞用や「メダカすくい」用にはさらに多種のメダカが養殖されている。     

### その他
愛知県ではメダカを生きたまま飲み込むと婦人病に効くとの伝承があった。その他、地域によっては「泳ぎがうまくなる」「目がよくなる」などの伝承もあったらしい。

## 体色

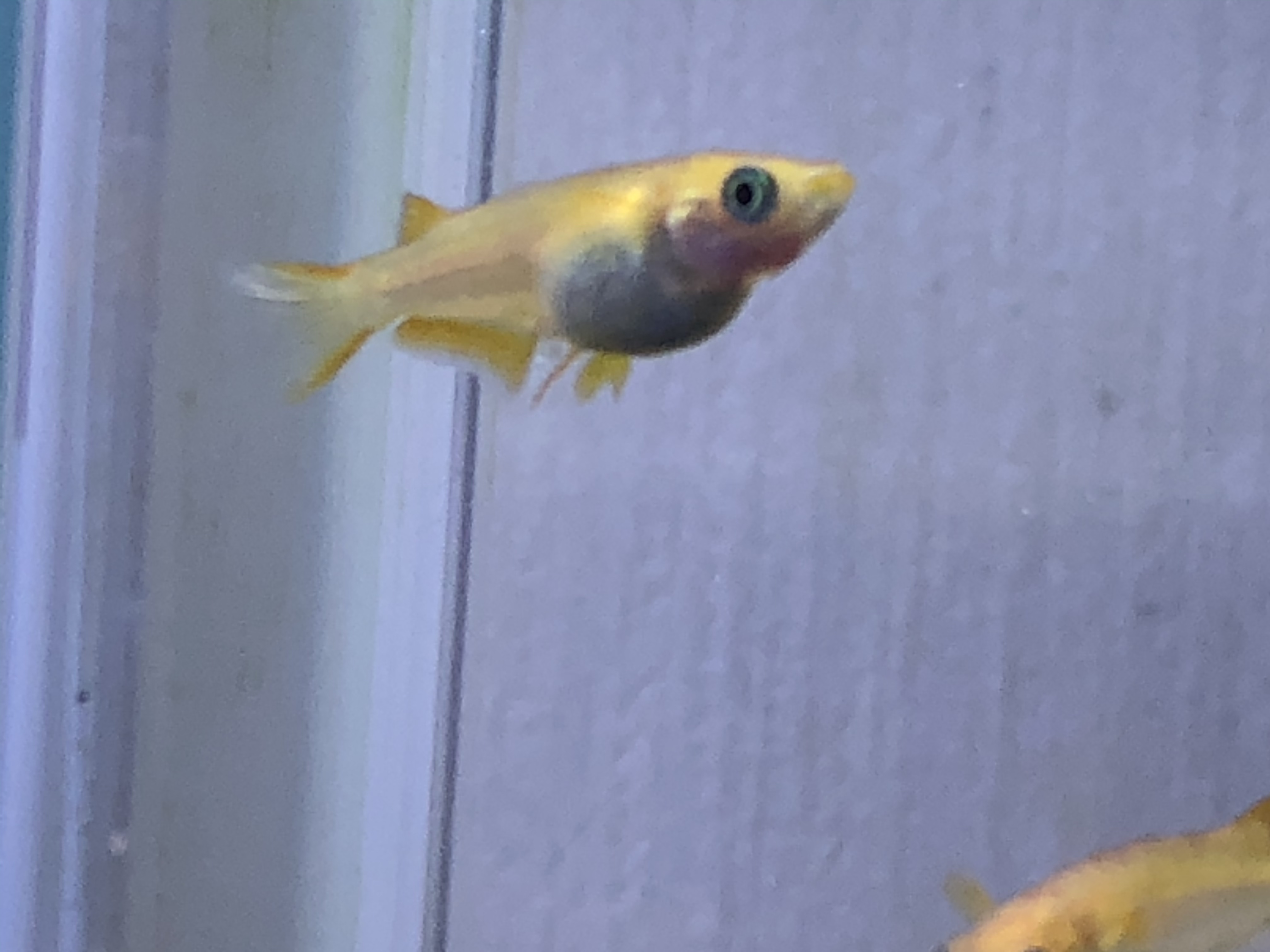
ヒメダカ

メダカの体色は、野生型では淡い黄色を帯びる灰褐色で背中には暗褐色の線があるが、突然変異型では体表の、黒色、黄色、白色、虹色の4種類の色素胞の有無あるいは反応性の違いによって様々な色調を示し、カラーメダカと呼ばれる。突然変異型には以下のものがある。
ヒメダカ（緋目高）
黒色素胞（メラノフォア）が無く黄色が目立つため体色がオレンジ色をしている。観賞用や教材用に流通している。黒色素を作れない系統と、黒色素の生成を抑制する遺伝子を持つ系統がある。本来、後者は斑メダカ（ブチメダカ）と呼ぶが、前者との混同がある。
シロメダカ（白目高）
黒色素胞がなく黄色素胞（キサントフォア）が発達していないため、体は白い。白色色素をもつ系統は特に白くなる。黄色色素を全く作れない変異を固定した系統と、黄色色素を僅かしか作らない個体の選抜によって固定した系統が含まれる。後者の系統は色素を作る能力を持つため繁殖の際に適切な選別淘汰を行わないと徐々にヒメダカに戻ることがある。
アオメダカ（青目高）
野生型のメダカから黄色色素を引いたもの。黒色素や虹色色素の影響で青く見える。青メダカに青い色素は無い。
アルビノ（白子）
体色変異株で黒色と黄色の色素細胞が全くない。体が白いだけでなく、眼が血液の色で赤い。
透明メダカ
黒色素胞、虹色素胞、黄色素胞、白色素胞（アルビノ）の4種類の色素突然変異株の交配種を選抜したメダカで、黒色、白色（ロイコフォア）、虹色（イリドフォア）の3種の色素胞を持っておらず、体が透けて脳や内臓まで見えるため、解剖を行わなくても生きている生物の内臓を研究できるようになった。名古屋大学の若松佑子らのグループによって作出された。
これらと区別するため、野生型のメダカを通称クロメダカ、野メダカ、昔メダカともいう。しかし観賞用メダカの中に野生型より黒く改良された品種があり混乱の原因になっている。さらに野生のメダカにはメダカあるいはニホンメダカという名前が付いており、これを黒メダカとするのはカラスを黒カラスと呼ぶのと同様で誤り。「野生のメダカ」と「野生型メダカ」は異なるものであり、野生のメダカと同じ型のメダカを「野生型メダカ（クロメダカ）」と称しているのであって、観賞用メダカから選別漏れした個体を含めていることもある。従ってクロメダカであっても自然界に放してはならない。

### 遺伝子操作されたメダカ
発光遺伝子を持った「光るメダカ」などが台湾などから輸入され一部の業者で販売されている。「光るメダカ」とはメダカの受精卵のDNAの一部を、発光クラゲから取り出した蛍光起因を持つDNAと組み換えて作り出す遺伝子組み換え生物である。人為的に作られた生物のため、野生には存在しない。
遺伝子組換え生物は自然界に放たれた際の遺伝子汚染が危険視され、日本では遺伝子組換え生物等の使用等の規制による生物の多様性の確保に関する法律（カルタヘナ法）によって規制されている。この光るメダカは同法の承認がない状態で輸入・流通している違法な商品であるため、環境省及び農林水産省が同生物の回収を呼びかけた。
2023年3月に、形質転換されたミナミメダカが東京工業大学生命理工学部の淡水魚飼育室から大学院生により外部に持ち出され、愛好家の間で流通していることが確認された。このメダカはCre/loxPシステムによってDsRedとGFPを導入したメダカであり、紫外線の照射によって赤色の蛍光を示す。本件は国内初となるカルタヘナ法違反にあたり、5人が逮捕された。

### その他
品種改良により、2010年代以降には様々な体色のメダカが登場するようになり、メダカブームが発生するようになっているが、一方で、愛媛県、新潟県、栃木県などにおいて、飼育場や販売店などから多数のメダカが盗難に遭うケースが目立つようになり、問題となっている。